# Panigródz (przystanek kolejowy)
Panigródz – przystanek kolejowy we wsi Panigródz, w woj. wielkopolskim, w Polsce.